# Longwy
Longwy é uma comuna francesa na região administrativa de Grande Leste, no departamento de Meurthe-et-Moselle. Estende-se por uma área de 5,34 km². Em 2010 a comuna tinha 15 003 habitantes (densidade: 2 809,6 hab./km²).